# Caçapava
Caçapava is een gemeente in de Braziliaanse deelstaat São Paulo. De gemeente telt 85.181 inwoners (schatting 2009).

## Aangrenzende gemeenten
De gemeente grenst aan Jambeiro, Monteiro Lobato, Redenção da Serra, São José dos Campos en Taubaté.